# Maria Papa Rostkowska

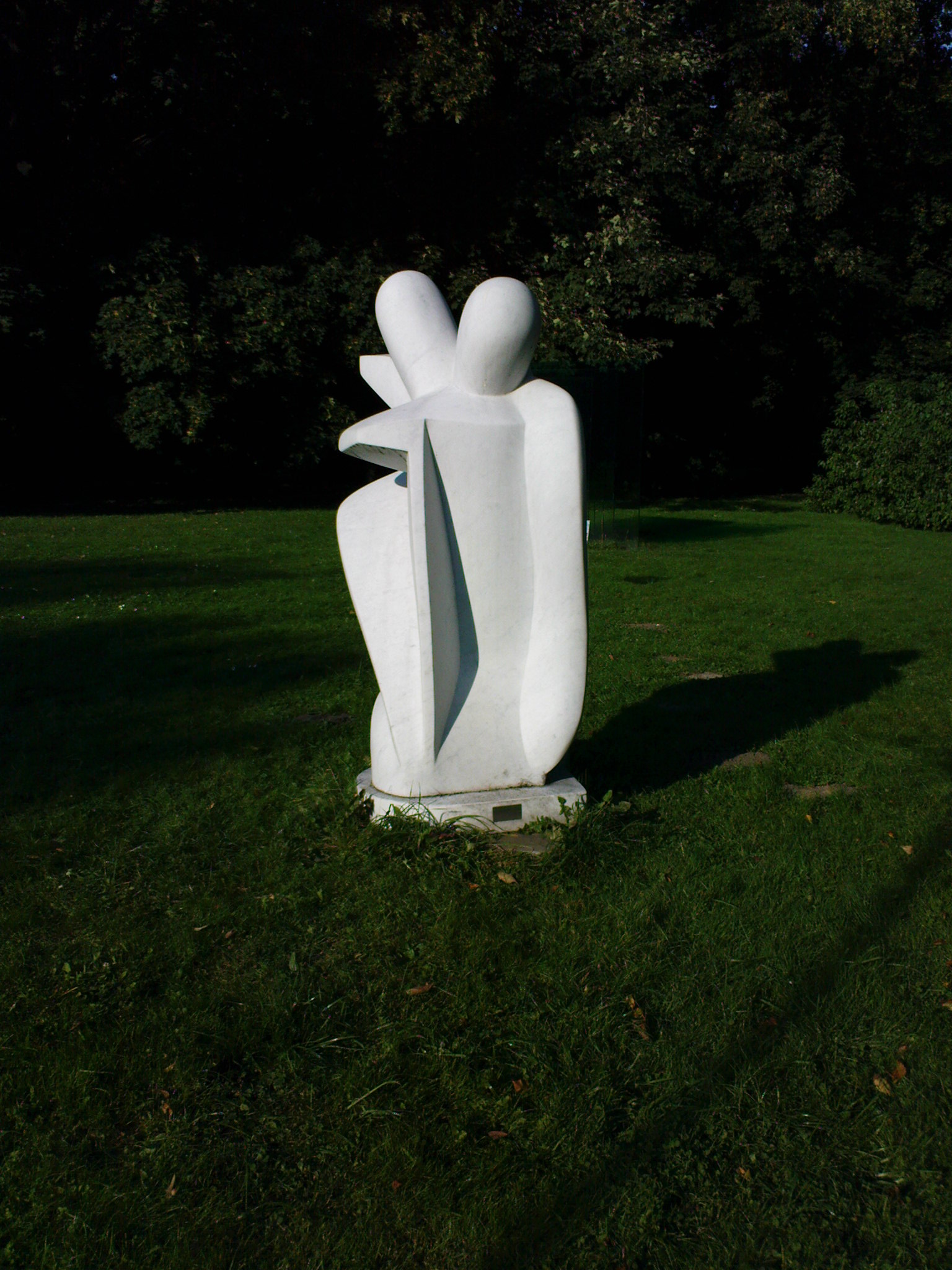
Pocałunek, Muzeum Rzeźby im. Xawerego Dunikowskiego w Królikarni

Maria Papa Rostkowska, z d. Baranowska (ur. 4 lipca 1923 w Brwinowie, zm. 25 października 2008) – polska rzeźbiarka i malarka.

## Życiorys
Urodziła się 4 lipca 1923 roku w Brwinowie, w rodzinie Bolesława Baranowskiego i Rosjanki Nadziei Juduszkin. Kształciła się w Żeńskiej Szkole Architektury im. Stanisława Noakowskiego w Warszawie, studiowała u Wojciecha Jastrzębowskiego. W 1943 roku wyszła za mąż za Ludwika Rostkowskiego (zm. 1950), któremu pomagała ratować Żydów z getta; rok później działała w powstaniu warszawskim, była łączniczką Armii Ludowej. Dzięki pomocy rodziny udało jej się uniknąć transportu do Auschwitz-Birkenau. W 1945 roku została odznaczona Krzyżem Srebrnym Orderu Wojennego Virtuti Militari.
W 1946 roku rozpoczęła studia na Akademii Sztuk Pięknych w Warszawie, w pracowni Felicjana Szczęsnego Kowarskiego, podczas których wyjechała na dłuższe stypendium do Paryża, gdzie m.in. wzięła udział w wystawie UNESCO. W tym okresie rozstała się z Rostkowskim. W pierwszej połowie lat 50. tworzyła obrazy w duchu realizmu socjalistycznego, z wyczuwalną inspiracją twórczością Édouarda Maneta. W 1952 roku rozpoczęła pracę na macierzystej uczelni.
19 stycznia 1955 roku na wniosek Ministra Kultury i Sztuki została odznaczona Medalem 10-lecia Polski Ludowej.
W 1957 roku emigrowała z Polski, z początku mieszkając w Paryżu. W 1958 roku wyszła za mąż za pisarza i krytyka Gualtieriego Papa di San Lazzaro. Do przyjaciół małżeństwa należeli tacy artyści jak Marc Chagall, Sonia Delaunay, Hans Arp czy Marino Marini.
We Włoszech zaczęła interesować się rzeźbą. Pod koniec lat 50. tworzyła w glinie, czasem odlewając także rzeźby w brązie. Od połowy lat 60. skupiła się na pracy z marmurem, sama pracując nad doskonaleniem techniki bezpośredniej pracy w kamieniu. Jej z pozoru abstrakcyjne prace pełne były zmysłowości. W 1966 roku została wyróżniona nagrodą Fundacji Williama i Nomy Copleyów, do której rekomendował ją Arp i Lucio Fontana. Przez trzydzieści lat prowadziła pracownię w Pietrasanta, niedaleko miejsca wydobycia marmuru karraryjskiego. Jej prace znalazły się na ok. stu wystawach w Europie, a także poza nią (Japonia).
Z pierwszego małżeństwa miała syna Mikołaja.
Zmarła 25 października 2008 roku i została pochowana na paryskim cmentarzu Montparnasse.
Jej prace znajdują się w kolekcjach muzealnych i prywatnych na całym świecie. Można je zobaczyć m.in. w Parku Rzeźby Muzeum Rzeźby im. Xawerego Dunikowskiego w Królikarni.
Pierwsza indywidualna wystawa artystki w Polsce odbyła się w 2014 r. w Królikarni, kolejne w 2023 r. w Centrum Rzeźby Polskiej w Orońsku i w Muzeum Łazienki Królewskie w Warszawie.